# Fulaga
Fulaga [fuˈlaŋa], früher Vulaga, ist eine 18,5 km² große Insel im südlichen Gebiet der Lau-Inseln. Fulaga besteht im Wesentlichen aus Kalkstein der insbesondere in der großen Lagune auf der Westseite der Insel als aus dem Wasser ragende Felsnadeln zu sehen ist.   
Die meisten Bewohner der Insel leben in den Orten Muanaira, Naividamu und Muanaicake. Mitte des 20. Jahrhunderts lebten etwa 400 Menschen auf Fulaga. Arbeitslosigkeit und fehlende Schulen haben jedoch die Abwanderung auf größere Inseln in den letzten Jahrzehnten begünstigt.

## Quelle
- Mahaney, Casey; Mahaney, Astrid Witte, Fiji, Lonely Planet, 2000 (ISBN 0-86442-771-9)